# Milow (zpěvák)
Milow, občanským jménem Jonathan Vandenbroeck (* 14. července 1981 Borgerhout) je belgický zpěvák a textař. Je znám svými hity You Don't Know a Ayo technology, stal se vítězem v MIA v letech 2008 a 2009.

## Biografie
Milow se poprvé objevil v soutěži Humo's Rock Rally roku 2004, kde se dostal do finále.
Roku 2006 vydal své první album The Bigger Picture s Nigelem Powellem. První singl alba One Of It byl hrán často v rádiu na stanici Studio Brussel a druhý singl You Don't Know získal třetí místo v Ultratop 50 (týdenní hitparádě nejprodávanějších singlů v Belgii produkovaných a vydaných organizací Ultratop).
V září roku 2008 vydal cover verzi Ayo Technology, písně původně napsané a vydané 50 Centem, Justinem Timberlakem a Timbalandem. Video pro Ayo Technology vyvolalo velkou senzaci, jen na Youtube bylo přehráno více než 43 milionkrát. Singl získal první místo v Belgii, Nizozemí, Švédsku, Švýcarsku a Německu. Více než 300 000 kopií se prodalo jen v Německu, celosvětově více než 600.000 kopií. Milow také prodal více než 400.000 kopií svého alba Milow.
Milow strávil rok na výměnném studentském pobytu v Kalifornii s AFS Intercultural Programs.
Jeho singl You don't know byl 48. nejprodávanějším singlem roku 2009 v Německu. Album Milow bylo 16. nejprodávanějším albem roku 2009 v Německu.
Milow nahrál duet Out of My Hands s norskou zpěvačkou a textařkou Marit Larsen. Píseň byla z Milowova alba Coming of age vydaného v Belgii roku 2008. Duet byl vydán dvanáctého února 2010 na MySpace Milow a YouTube Marit.

## Ceny
- 2007
  - „Zomerhit – Newcomer“ (nováček) – cena belgického Radia 2
  - „TMF-awards – Best New Artist National“ (nejlepší nový národní umělec)
  - „Music Industry Awards – Best Music Video“ (nejlepší hudební video)
  - „Music Industry Awards – Best Song“ You Don't Know (nejlepší píseň)
  - „Music Industry Awards – Best New Artist“ (nejlepší nový umělec)
- 2008
  - „Music Industry Awards – Best Music Video“ (nejlepší hudební video)
  - „Music Industry Awards – Best Song“ Ayo Technology (nejlepší píseň)
  - „Music Industry Awards – Best Pop“ (nejlepší pop)
  - „Music Industry Awards – Best Male Solo Artist“ (nejlepší sólový umělec)
  - „Music Industry Awards – Ultratop Download Award“ (nejvíce shatovaný)
- 2010
  - „European Border Breakers Award – Best Selling Belgian Artist in Europe“ (nejprodávanější belgický umělec v Evropě)
  - „European Border Breakers Award – Public Choice Award“ (veřejností vybraný pro ocenění)
  - „Swiss Music Awards – Best International Newcomer of 2009“ (nejlepší mezinárodní nováček 2009)